# Konie przy obroku
Konie przy obroku – studium rysunkowe, o wymiarach 26 × 33,7 cm, polskiego malarza Stanisława Masłowskiego (1853–1926) z lat 1890–1895, znajdujące się (2022) w zbiorach Muzeum Narodowego w Warszawie

## Opis
Studium rysunkowe, o wymiarach 26 × 33,7 cm, jest szkicem, przedstawiającym ujęcie z tyłu czterech figur koni stojących u żłobu, zapewne w stajni. W głębi naszkicowano zarysy drabiniastej konstrukcji żłobu, wzmocnionej dwoma drągami skośnie biegnącymi w górę ku powale stajni. Na klepisku zaznaczono też leżącą tam ściółkę. W szkicu zwraca uwagę swobodne, lecz umiejętne operowanie kreską ołówka kształtującą formę – budowę ciała koni, ich sierść itp. U dołu po prawej autor umieścił swoją sygnaturę – „ST.MASŁOWSKI”,
Omawiane studium – to praca około czterdziestoletniego artysty, po przełomowych latach 1884–1887, w których „wszedł w nową fazę twórczości i w nowe środowisko sztuki” [...] – w „bliskie stosunki koleżeńskie z grupą malarzy i pisarzy związaną z 'Wędrowcem', z Aleksandrem Gierymskim i Antonim Sygietyńskim, z młodymi: Józefem Pankiewiczem i Władysławem Podkowińskim.” Pochodzi z lat jego dojrzałej, choć wciąż nader dynamicznie rozwijającej się twórczości – z okresu „burzy i fermentu” – to jest przejścia przez impresjonizm i jego porzucenia niebawem – w dążeniu do własnej, indywidualnej formy, kiedy to wkrótce jego obraz „Rynek w Kazimierzu” na Wystawie Światowej w Paryżu (w 1900) został odznaczony medalem.

## Dane uzupełniające
Zapewne właśnie do takich, jak niniejsza praca odnoszą się wyrazy ubolewania jednego z dawnych profesorów artysty Rafała Hadziewicza z Warszawskiej Klasy Rysunkowej, przytoczone przez niego we wspomnieniu o Chełmońskim: „W szkole rysunkowej, od której zaczynają się studia poważne, profesorowie – oprócz W.Gersona, wielce życzliwego i mądrego nauczyciela – nie pojmowali zgoła nowych dróg i oryginalnych, dotąd nie znanych dążeń. Profesor Hadziewicz, narzekał wprost: „Boże tego, zamiast świętych pańskich, końskie zadki malują”. Omawiane studium – podobnie jak jego wcześniejsze „Konie w stajni” z 1875 roku – nie jest bowiem poświęcone dominującej uprzednio w sztuce, opartej na imaginacji, tematyce religijnej, lub historycznej, lecz w realistycznej formie ukazuje otaczającą artystę naturę.